# Ruud van Nistelrooy
Ruud van Nistelrooy, egentligen Rutgerus Johannes Martinus van Nistelrooij, född 1 juli 1976 i Oss, Nederländerna, är en nederländsk fotbollstränare och tidigare spelare (anfallare), känd som en stor målskytt i klubbar som Manchester United och Real Madrid.

## Biografi
Van Nistelrooy inledde sin karriär i Den Bosch 1994 och spelade 69 ligamatcher och gjorde 17 mål för klubben innan han köptes av Heerenveen sommaren 1997. Han spelade dock bara en säsong i Heerenveen innan han köptes av storklubben PSV. Trots stora skadeproblem vann van Nistelrooy skytteligan i den holländska ligan under två av sina tre säsonger i PSV (1999 och 2000) samt ligan två gånger (2000 och 2001). Han gjorde totalt 62 ligamål på 67 matcher för PSV.
Sommaren 2001 köptes han av Manchester United. I United vann van Nistelrooy bland annat ligan (2003) och FA cupen (2004). Han blev även utsedd till ligans bästa spelare 2002 och vann skytteligan i Premier League 2003. Totalt gjorde han 95 ligamål på 150 ligamatcher för klubben.
Den 27 juli 2006 blev van Nistelrooy klar för spel i Real Madrid. Efter flytten till Spanien visade han att han kunde leverera mål på löpande band även i en "sydländsk" fotbollsliga. Redan första säsongen i Real Madrid vann Nistelrooy skytteligan i La Liga (spanska ligan) med 25 mål och klubben vann ligan för 30:e gången, Reals första ligaseger sedan 2003. Nistelrooy har vunnit skytteligan i Champions League 3 gånger.
Ruud van Nistelrooys målsnitt i Champions League är det bästa någonsin med 56 mål på 73 matcher.

### Malaga
Den 2 juni 2011 blev Nistelrooy officiellt klar för Málaga på free transfer och tecknade ett ettårskontrakt med klubben.  Den 14 maj 2012 meddelade van Nistelrooy att han lägger av med fotbollen.